# شریف‌آباد (بیرجند)
شریف‌آباد یا اشکمبرآباد روستایی است در دهستان القورات از توابع بخش مرکزی شهرستان بیرجند، واقع در استان خراسان جنوبی که بر پایه سرشماری عمومی نفوس و مسکن در سال ۱۳۹۵ جمعیت این روستا ۱۸۳ نفر (در ۵۰ خانوار) بوده است.